# بزنجکان
بزنجکان، روستایی از توابع بخش مرکزی شهرستان سرباز در استان سیستان و بلوچستان ایران است.

## جمعیت
این روستا در دهستان مورتان قرار دارد و براساس سرشماری مرکز آمار ایران در سال ۱۳۸۵، جمعیت آن ۷۹ نفر (۱۶خانوار) بوده‌است.